# Rudky
Rudky (em ucraniano:  Ру́дки; em polonês/polaco:  Rudki) é uma cidade da Ucrânia, situada no Oblast de Leópolis. Tem 3,8 km² de área e sua população em 2020 foi estimada em 5.322 habitantes.